# Stara Bavarska
Stara Bavarska  (njemački :Altbayern ili Altbaiern) je izraz koji se koristi za opisivanje triju najstarijih dijelova sadašnje Slobodne države Bavarske, koja je ranije bili poznati kao Kurbayern. Ona također opisuje ljude koji žive na tom području (usp. Bavarii).
Altbayern se uglavnom sastoji od sljedećih Regierungsbezirke:
- Gornja Bavarska
- Donja Bavarska
- Gorja Falačka

Budući da je izraz Stara Bavarska se odnosi prije svega na kulturnu razlika u usporedbi s Frankonijom i Švapskom, područja oko gradova Wunsiedel u Gornjoj Franačkoj, kao i Aichach i Friedberg u Švapskoj računaju se kao dio Altbayern, jer dijele isti dijalekt i kulturu kao i tri prethodno spominjana okruga.
Država "Baiern" se počela službeno zvati "Bayern", od kralja Ludwiga I. (1825-1848). Tijekom reforme ministra Maximiliana Josefa Montgelasa službeno ime Bavarske je promijenjeno iz "Baiern" do "Bayern" zbog kraljeve ljubavi spram stare grčke kulture.